# Alexandre Khomenko
Alexandre Alexandrovitch Khomenko (en russe : Александр Александрович Хоменко), né le 25 mars 1867 et mort le 12 novembre 1939, est un vice-amiral russe, participant de la guerre russo-japonaise, de la Première Guerre mondiale.

## Biographie
Alexandre Khomenko est né à Odessa (Nouvelle Russie) le 25 mars 1867.
En 1884, il est entré au collège auprès de la Marine impériale russe, le 29 septembre 1887 il l’a terminé étant le 39e selon les résultats scolaires. Il a maîtrisé la langue française.

### Grades et postes
- 29 septembre 1887 — sous-lieutenant de la Marine.
- 1894 – lieutenant.
- 4 décembre 1901 — 1903 – réviseur du croiseur protégé Novik.
- 1903 — 1904 — commandant du torpilleur Skoriy (Rapide) .
- 1904 — capitaine de 2e rang pour les mérites.
- 18 avril 1904 — 28 juillet 1904 second capitaine du croiseur Novik.
- 25 août — 20 décembre 1904 — commandant de secteur d’une série de batteries d’artillerie navale à l’Extrême-Orient russe.
- 1905—1906 — сommandant du croiseur de mines Abrek.
- 1909 — capitaine de 1er rang pour les mérites.
- 1906—1910 — commandant du navire-école Rynda.
- 1911—1915 — Сapitaine du port de Kronstadt.
- 5 mai 1912 — contre-amiral pour les mérites vice-amiral[2].
- 10 avril 1916 – vice-amiral[2].
- 23 août 1916—1917) — Chef des cargaisons à travers les mers Noire et d’Azov.

### Pendant et après la Guerre civile russe
Le 8 août 1917, le vice-amiral Khomenko a démissionné à la suite des exigences des marins d’Odessa. 
En janvier 1919 il a quitté la Russie et s’est installé à Paris où il a dirigé le Département de la marine de commerce russe. 
En 1936—1938, il a dirigé la Société des officiers de la Marine Russe à Nice. 
Alexandre Khomenko a passé les derniers mois de sa vie en Suisse où il est mort le 12 novembre 1939.

## Distinctions

### Empire russe
- Ordre de Saint-Stanislas 2e classe (1901)
- Ordre de Sainte-Anne 4e classe (18.06.1904)
- Ordre de Sainte-Anne 2e classe (14.12.1904)
- Ordre de Saint-Vladimir 4e classe (10.01.1905)
- Ordre de Saint-Vladimir 3e classe 3 степени (1912)
- Ordre de Saint-Stanislas 1er classe (1914)
- Ordre de Sainte-Anne 1er classe (30.07.1915)

### Étrangères
- Ordre de la Noble Boukhara (1901)
- Chevalier de la Légion d'honneur (1901)
- Commandeur de la Légion d'honneur (1914).